# Дутьки
Ду́тьки (бел. Ду́цькі) — посёлок в составе Техтинского сельсовета Белыничского района Могилёвской области Республики Беларусь.

## Население
- 2010 год — 15 человек